# Winfried Drochner
Winfried Hans-Georg Drochner (* 22. Februar 1943 in Königsberg (Preußen)) ist ein emeritierter Professor und Autor im Bereich der Tierernährung zuletzt an der Universität Hohenheim.

## Leben und Wirken
Nach seinem Abitur 1962 und einer landwirtschaftlichen Ausbildung studierte Winfried Drochner Agrarwissenschaften an der Georg-August-Universität Göttingen und der Justus-Liebig-Universität Gießen sowie dort zeitgleich zusätzlich Tiermedizin. 1967 absolvierte er sein Diplom in Agrarwissenschaften. Er wurde 1970 mit der Dissertation Physiologische Untersuchungen zum heterolipiden Reaktionsvermögen und zur Fettoleranz von Broilern in Agrarwissenschaften an der Universität Gießen und 1974 in Tiermedizin mit der Dissertation Komplexe Phospho- und Sphingolipide von VSV und Sindbisviren sowie ihrer Wirtszellen an der Universität Köln, als Externer, promoviert. Nach dem Wechsel an die Tierärztliche Hochschule Hannover und einer Anstellung am Bundeslandwirtschaftsministerium 1979/1980 in Bonn, habilitierte er sich in Hannover 1984 mit der Arbeit Einfluss wechselnder Rohfaser- und Pektingehalte im Futter auf einige praecaecale und postileale Verdauungsvorgänge beim wachsenden Schwein. Anschließend lehrte und forschte er an der Hochschule in Hannover.
Winfried Drochner nahm 1991 den Ruf als Professor an die agrarwissenschaftliche Fakultät der Universität Hohenheim an. 1994 bis 1995 war er Dekan der landwirtschaftliche Fakultät und 1996 bis 1997 Vizepräsident der Universität Hohenheim. Bis zu seiner Emeritierung im Jahr 2008 veröffentlichte er in nationalen und internationalen Fachzeitschriften ca. 300 Publikationen und ist Mitautor des im Eugen Ulmer Verlag erschienenen Standardwerks Ernährung landwirtschaftlicher Nutztiere sowie Fütterung und Tiergesundheit.
Ein Schwerpunkt seiner Arbeit war die Erforschung von Fusarien und ihren Toxinen, im Speziellen der Mykotoxine sowie der Reduzierung des Methanausstoßes bei Rindern, da er dies schon früh als ein klimarelevantes Problem ansah.
Winfried Drochner ist seit 1971 mit Marion Drochner (geb. Dickler) verheiratet und hat drei erwachsene Söhne sowie zwei Enkelkinder.

## Ehrungen und Auszeichnungen
1997 erhielt er von der Universität Kaunas in Litauen, für seine Forschung im Bereich der Tierernährung, die Ehrendoktorwürde. 2002 folgte die Ehrendoktorwürde von der rumänischen Universität Cluj-Napoca. Seit 2008 ist er ausländisches Mitglied der litauischen Akademie der Wissenschaften. Des Weiteren wurde er bereits 1983 für seine wissenschaftliche Tätigkeit mit dem Henneberg-Lehmann-Förderpreis des Deutschen Verbandes Tiernahrung ausgezeichnet.

## Veröffentlichungen (Auswahl)
- Einfluss wechselnder Rohfaser- und Pektingehalte im Futter auf einige praecaecale und postileale Verdauungsvorgänge beim wachsenden Schwein, Parey, Hamburg 1984, ISBN 978-3-490-41415-1.
- Aspects of digestion in the large intestine of the pig/Untersuchungen zur Verdauung im Dickdarm des Schweines, Parey, Hamburg 1987, ISBN 978-3-490-41715-2.
- mit Manfred Ulbrich und Manfred Hoffmann: Fütterung und Tiergesundheit, Ulmer, Stuttgart 2004, ISBN 978-3-8001-2805-1.
- et al.: Ernährung landwirtschaftlicher Nutztiere, 3. Auflage, Ulmer Verlag, Stuttgart 2020, ISBN 978-3-8252-8763-4.